# François Coty
Joseph Marie François Spoturno detto François Coty (Ajaccio, 3 maggio 1874 – Louveciennes, 25 luglio 1934) è stato un imprenditore, profumiere e politico francese («Artista, industriale, tecnico, economista, finanziere, sociologo» secondo il suo biglietto da visita).
Diventato orfano da molto giovane, François Coty lascia ben presto gli studi e viene allevato dalla bisnonna. Nel 1900, sposa Yvonne Alexandrine Le Baron e va a vivere a Parigi, dove adotta il cognome Coty – più facile da pronunciare e senza dubbio più accettabile socialmente del suo cognome originale.
La storia vuole che a quell'epoca, egli avesse l'abitudine di giocare al picchetto (gioco di carte diffuso in Francia) con un farmacista, che dovette, un giorno, rimandare la loro partita per preparare, nel suo laboratorio, farmaci officinali. Coty lo accompagnò e si mostrò affascinato dalle attrezzature di chimica. Il farmacista gli donò allora la ricetta dell'Acqua di Colonia, che sperimentò. Il risultato fu giudicato soddisfacente, il farmacista gli consigliò di apprendere l'arte e Coty allora si trasferì per un anno a Grasse per studiare le tecniche della cosmetica presso Georges Chiris (1872-1953). Ritornato a Parigi, inizia vendendo delle essenze che fa venire da Grasse ai barbieri della capitale.
La compagnia da lui fondata nel 1904 è l'attuale Coty, con sede a New York.

## Un geniale industriale della profumeria
Coty non è solo un "naso" di talento; è il primo a capire che il profumo, fino ad allora riservato ad una élite ristretta, può e sta per diventare un prodotto di massa.
Ha così l'idea di associare le essenze naturali e i prodotti di sintesi che i progressi della chimica organica permettono ormai di produrre a buon mercato, consentendo così alla profumeria di entrare nell'era industriale. Dal 1905, egli crea la sua fabbrica sulla riva della Senna (Seine) a Suresnes. Sarà seguita da numerose altre: nell'isola di Puteaux per le confezioni in metallo, a Neuilly per le scatole in pelle e in cartone, a Pantin a alle Lilas per i flaconi.

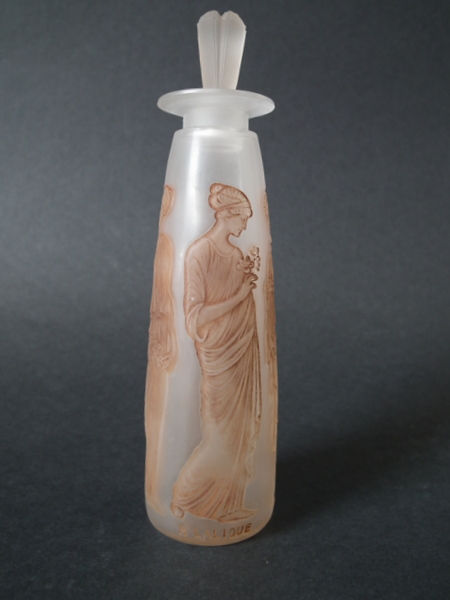
Lalique - Bottiglia di profumo Ambre Antique.

Coty intuisce l'importanza del marketing, del packaging  (rivolgendosi al celebre vetraio René Lalique che crea per lui il flacone di L'Effleurt, poi quello di Ambre antique, ma anche a Baccarat e al decoratore Léon Bakst) e della pubblicità e riassume così la sua filosofia commerciale: "Date ad una donna il miglior prodotto che voi potete preparare, presentatelo in un perfetto flacone di bella semplicità, ma di gusto impeccabile, fateglielo pagare un prezzo ragionevole, e tutto ciò sarà la nascita di un gran commercio come mai il mondo ha visto." Ottiene grandi successi commerciali con La Rose Jacqueminot (1904), L'Origan (1905), Ambre Antique (1908), Le Muguet (1910), Lilas blanc (1910), Iris (1913, primo profumo soliflore) e soprattutto Chypre, lanciato nel 1917, il primo profumo per il grosso pubblico e il cui successo durerà decenni. La polvere "L'Origan", nella sua celebre scatola arancione e bianca, si vende a 16 milioni di esemplari ogni anno in Francia.
Mentre i profumieri commercializzano le loro creazioni solo nelle proprie boutique, Coty (che dispone di un negozio aperto nel 1905 in rue La Boétie a Parigi), decide di vendere i suoi profumi nei grandi magazzini, urtandosi in un primo momento contro lo scetticismo di questi. L'aneddoto vuole che Coty, dopo un appuntamento con il direttore dei Magazzini del Louvre che gli aveva negato la possibilità di commercializzare nei loro reparti il suo nuovo profumo La Rose Jacqueminot,  ne abbia gettato una bottiglia nel bel mezzo del negozio gremito, provocando una quasi sommossa quando decine di clienti si precipitarono a chiedere dove potevano acquistarne. I Magazzini del Louvre accettarono il profumo e più di 500 flaconi furono venduti in pochi giorni. Gli altri grandi magazzini fecero altrettanto. Dopo quattro mesi, Coty aveva guadagnato il suo primo milione. Alla vigilia della guerra del 1914, i Profumi Coty erano il numero uno nel mondo, con succursali a Mosca, New York, Londra e Buenos Aires, e Coty era già molto ricco.
Nel 1918, per rilanciare le vendite, Coty ha la geniale idea di confezionare i suoi profumi in piccole bottiglie che diventano il regalo ideale che i soldati americani ritornati dal fronte portano alla loro moglie o alla loro amica. Il successo è colossale.

## Il miliardario
Nel 1920, il patrimonio di Coty è stimato in centinaia di milioni di franchi. È pure considerato allora uno degli uomini più ricchi del mondo.
Amante delle arti e mecenate Coty finanzia numerose esposizioni, ma pure la traversata dell'Atlantico Parigi – New York di Costes e Bellonte oppure il nuovo laboratorio del fisico Édouard Branly, presso l'Istitut catholique de Parigi. 
Coty acquista il palazzo di George Kessler, situato in avenue Raphaël 24 e 26 al Ranelagh (oggi distrutto), ma l'utilizza solo come indirizzo postale e magazzino per le sue collezioni di mobili e di quadri, preferendo risiedere all'hôtel Claridge in avenue des Champs-Elysées.
Il 30 luglio 1912, Coty acquista per 600.000 franchi il castello di Artignya Montbazon, nei pressi di Tours, edificato durante la guerra dei Cent'Anni intorno al maschio di epoca medievale. Sedotto dal paesaggio e dalla sua magnifica veduta sulla valle dell'Indre, lo è meno dall'edificio. Come Edmond de Fels a Voisins, fa radere al suolo questo insieme assai eteroclito per far costruire, tra il 1912 e il 1929, un magnifico castello in stile XVIII secolo, ispirato al castello di Champlâtreux. Coty e la sua famiglia risiedono ad Artigny per metà dell'anno, il padrone lavorando al primo piano, e ciò spiega la scelta -inconsueta- di costruire le cucine nel sottotetto in modo che l'odore dei cibi non disturbi l'elaborazione dei profumi. Il decoro interno è sontuoso . Serre magnifiche vengono costruite nei giardini.
A Louveciennes, Coty acquista nel 1923 una proprietà comprendente il padiglione edificato da Claude-Nicolas Ledoux per la contessa Du Barry. Il architetto Charles Mewès, creare cinque camere da letto. Delle serre tropicali vengono costruite, collegate al padiglione da passaggi sotterranei. È in questa proprietà che Coty morirà nel 1934, vittima di complicazione vascolare cerebrale.
Negli anni venti, possiede il castello Saint-Hélène a Nizza (acquistato nel 1922 e che ospita oggi il Musée international d'art naïf Anatole Jakovsky, la villa Nanouna a Beaulieu-sur-Mer, il castello della Filolie a Thiviers (Dordogna), una villa a Biarritz e due proprietà in Corsica di cui lo Scudo ad Ajaccio. Nel 1926, affitta alla città di Parigi il castello di Longchamp, situato nel Bois de Boulogne. Coty lo fa demolire e fa costruire, in stile XVIII secolo, il castello che vi si trova ancora oggi.

## La stampa e la politica
François Coty si lancia nella politica negli anni venti.
Nel febbraio 1922, assume il controllo del quotidiano Le Figaro, che ribattezza Figaro. Il giornale adotta una linea editoriale risolutamente a destra. Nel 1928, Coty compra Le Gaulois che fonde con Figaro.
Fonda nel 1928 il popolare L'Ami du peuple, i cui uffici vengono installati in rue de Bassano. Destinato alle classi popolari.
Nel 1923, Coty viene nominato senatore della Corsica ma la sua elezione viene invalidata dalla Camera alta. Nel 1931, viene eletto sindaco d'Ajaccio (lo stadio della città, inaugurato nel 1910, porta sempre il suo nome).
Nel 1927, sostiene la creazione dell'associazione Croix-de-Feu fondata dal conte Maurice d'Hartois, che si insedia, all'inizio, nei locali del Figaro. Nel 1933, crea un suo proprio movimento politico: Solidarité Française. 
Coty muore nel 25 luglio 1934 a Louveciennes.

## L'eredità di François Coty
Le attività politiche di Coty non hanno solo offuscato il suo ricordo: lo hanno portato completamente alla rovina.
Alla sua morte, la maggior parte dei suoi beni sono stati posti sotto sequestro su domanda dei suoi numerosi creditori. La sua ex moglie, Yvonne Cotnaréanu, entrerà in possesso del castello di Artigny solo nel 1947, e lo venderà nel 1959. Dal 1934 però diventa la prima azionista del Figaro. Cederà la metà delle sue azioni, il 15 maggio 1950, ad un gruppo che ruota intorno a Jean Prouvost. Nel 1964, vende l'altra metà al gruppo Prouvost-Béghin.
La società dei Profumi Coty esiste tuttora. Detiene dei marchi come Jennifer Lopez, Céline Dion, i profumi Adidas, Rimmel, e Lancaster.
Le sue grandi creazioni, come "Le Chypre" che diede il nome alla famiglia dei profumi ciprati, "Ambre Antique", "L'Origan", "Emeraude", "L'Aimant", "Le jasmin de Corse" o il suo primo profumo "La Rose Jacqueminot", possono sempre essere sentiti all'Osmothèque - Conservatoire International des Parfums de Versailles (Osmothèque).
L'Associazione François Coty, che perpetua la sua memoria, assegna ogni anno un premio ad un profumiere, per l'insieme della sua opera.

## Opere di François Coty

### Libro
- Contre le communisme, Grasset, Paris, 1928

### Profumo

La Rose Jacqueminot, Leonetto Cappiello.

1904
- La Rose Jacqueminot

1905
- L’Origan
- Ambre Antique
- La Jacée

1906
- Jasmin de Corse
- l’Ambréine
- La Violette Pourpre

1907
- l’Effleurt

1909
- Cologne Cordon Vert
- Cologne Cordon Rouge

1910
- Muguet
- Lilas Blanc

1911
- Styx

1912
- Au Cœur des Calices
- L’Or

1913
- Iris
- Cyclamen
- Héliotrope
- l’Entraînement

1914
- Lilas Pourpre
- L’œillet France
- Jacinthe
- La Violette Ambrée

1917
- Chypre de Coty

1920
- La Feuillaison
- Eau de Coty

1921
- Emeraude

1922
- Idylle
- Moia
- Paris
- Le Nouveau Cyclamen

1927
- L’Aimant